# Северозападни Онтарио
Северозападни Онтарио (енгл. Northwestern Ontario, фр. Nord-Ouest de l'Ontario), је секундарни регион Северног Онтарија у канадској провинцији Онтарио који лежи северно и западно од језера Супериор и западно од залива Хадсон и залива Џејмс. Укључује већину субарктичког Онтарија. Његова западна граница је канадска провинција Манитоба, која је оспорила право Онтарија на западни део региона. Право Онтарија на северозападни Онтарио утврдио је Судски комитет државног савета 1884. године и потврдио га је Парламент Уједињеног Краљевства Законом о Канади (граница Онтарија) из 1889. године. Парламент Канаде је  1912. године,  „Законом о проширењу граница Онтарија” дао надлежност над области Патриша у Онтарију, чиме је проширио северну границу провинције до Хадсоновог залива.
За неке сврхе, северозападни Онтарио и североисточни Онтарио се третирају као одвојени региони, док су за друге груписани заједно под називом „северни Онтарио”.

## Географске поделе
Северозападни Онтарио се састоји од округа Кенора, Рејни Ривер и Тандер Беј. Главне заједнице у региону укључују Тандер Беј, Кенора, Драјден, Форт Франсес, Су Лукаут, Гринстоун, Ред Лејк, Маратон и Атикокан. Такође постоји неколико десетина племена Првих нација у северозападном Онтарију.

## Временске зоне
Северозападни Онтарио је подељен између источне временске зоне (UTC-5) и централне временске зоне (UTC-6).

## Становништво
Северозападни Онтарио је најређе насељени регион у провинцији: 54% целокупног становништва региона живи само у метрополитанској области Тандер Беј. Осим Тандер Беја, Кенора је једина друга општина у целом региону са популацијом већом од 10.000.
Укупна популација северозападног Онтарија је у паду током протекле деценије, углавном због пада у сектору шумарства, али су неке појединачне општине у региону забележиле скроман раст становништва током периода.
| Становништво северозападног Онтарија | Становништво северозападног Онтарија | Становништво северозападног Онтарија | Становништво северозападног Онтарија | Становништво северозападног Онтарија | Становништво северозападног Онтарија | Становништво северозападног Онтарија | Становништво северозападног Онтарија | Становништво северозападног Онтарија | Становништво северозападног Онтарија |
| Окрузи                               | 2016                                 | ±                                    | 2011                                 | ±                                    | 2006                                 | ±                                    | 2001                                 | ±                                    | 1996                                 |
| ------------------------------------ | ------------------------------------ | ------------------------------------ | ------------------------------------ | ------------------------------------ | ------------------------------------ | ------------------------------------ | ------------------------------------ | ------------------------------------ | ------------------------------------ |
| Северозападни Онтарио                | 231.691                              | 3,4%                                 | 224.034                              | -4,7%                                | 235.046                              | 0,1%                                 | 234.771                              | -3,8%                                | 244.117                              |
| Округ Кенора                         | 65.533                               | 13,8%                                | 57.607                               | -10,6%                               | 64.419                               | 4,2%                                 | 61.802                               | -2,5%                                | 63.360                               |
| Округ Рејни Ривер                    | 20.110                               | -1,3%                                | 20.370                               | -5,5%                                | 21.564                               | -2,5%                                | 22.109                               | -4,4%                                | 23.138                               |
| Округ Тандер Беј                     | 146.048                              | 0,0%                                 | 146.057                              | -2,0%                                | 149.063                              | -1,2%                                | 150.860                              | -4,3%                                | 157.619                              |

## Политика
Северозападни Онтарио има тенденцију да се политички нагиње лево, углавном због историје и утицаја радничких синдиката и растуће еколошке етике. На савезном нивоу, северозападни Онтарио представљају посланици либерала Маркус Повловски у гласачкој области „Тандер Беј-Рејни Ривер” и Пати Хајду у гласачкој области „Тандер Беј-Супериор Норту”, као и конзервативни посланик Ерик Мелило у округу Кенора. Провинцијално, Грег Рикфорд (Прогресивна партија) представља Кенора—Рејни Ривер, Сол Мамаква (Партија Нови демократи Онтарија) представља Киветинонг, Џудит Монтеит-Фарел (Партија Нови демократи Онтарија) представља област Тандер Беј—Атикокан, а либерал Мајклл Гравел (Либерална партија Онтарија) представља област Тандер Беј—Супериор Норт.
У 2005. години поједини становници региона су изразили незадовољство нивоом пажње коју покрајинска влада посвећује региону. Неки, пре свега бивши градоначелник Кеноре, Дејв Кенфилд, и градски одборник Форт Френсиса, Танис Драсдејл, предложили су идеју да се регион као целина, или његови делови, отцепе од Онтарија и придруже Манитоби, иако кампања није привукла широку подршку јавности.